# Cretonne
Il cretonne è un tessuto di tela bianca abbastanza resistente, fatto di canapa, lino o filo di cotone su un'armatura di lino; la contestura è quadrata (stesso numero di fili in ordito e in trama. Viene utilizzato principalmente per mobili (coperture protettive per mobili, tende) e biancheria (sottovesti).

## Etimologia del nome
La parola sarebbe derivata dal nome di Paul Creton, un abitante di Vimoutiers in Pays d'Auge, Bassa Normandia, Francia, un villaggio molto attivo nella industria tessile nei secoli passati, che avrebbe inventato il nuovo prodotto nel 1640. Secondo l'Accademia di Francia l'etimologia deriva da Cretonne Courtonne potrebbe essere il nome della fabbrica di tessuti Alençon può anche essere il toponomastico Courtonne (comuni di Courtonne-la-Meudrac e Courtonne-la-Ville, Calvados) luogo dove c'erano mulini da canapa. Secondo l'istituzione l'ipotesi di una derivazione da Creton si basa solo su un'aggiunta, datata nel XVI secolo, a un dibattito tra esperti di araldica, la derivazione del nome del produttore P. Creton non sembra ulteriormente documentato.

## Storia

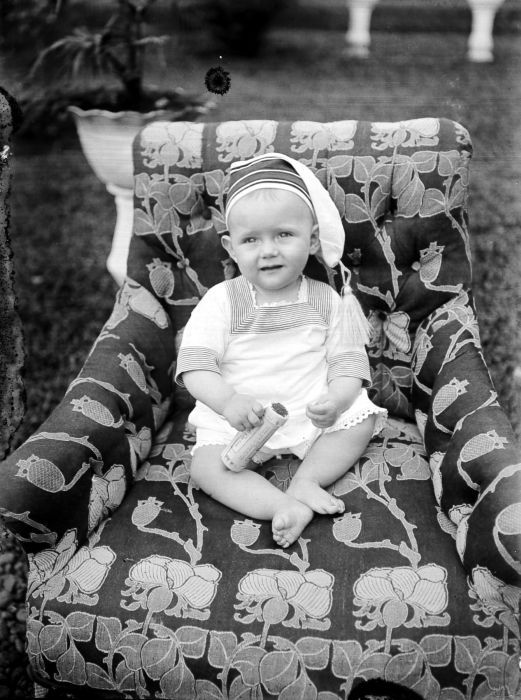
Poltrona in cretonne

Indipendentemente dall'opinione dell'Accademia di Francia sull'etimologia del termine, il sito di Vimoutiers riporta come nel XVII secolo quella città e le aree circostanti acquisirono importanza nel settore tessile (nonostante la scarsità di materie prime e di strade carrabili) grazie al fatto che nel 1640, un tessitore di Vimoutiers, Paul Creton, inventò una nuova tela fatta inizialmente di canapa e lino, poi di lino puro: la "cretonne",   con ordito più grande della trama, la tela aveva una venatura perlata combinando bellezza, lusso e qualità ...
Un regolamento del 1738 imponeva che il nuovo tessuto fosse esclusivamente di lino puro.
Il termine ora è riferito spesso a un tessuto robusto di cotone stampato a colori vivaci e apprettato sul rovescio, adoperato per l'arredamento, in particolare tende e poltrone.

## Curiosità
In Francia il 19º anniversario di matrimonio viene chiamato nozze di cretonne (noces de cretonne).